# The Paradise Suite
The Paradise Suite is een Nederlands-Zweeds-Bulgaarse film uit 2015, geschreven en geregisseerd door Joost van Ginkel. De film ging in première op 13 september op het internationaal filmfestival van Toronto in de sectie Discovery.

## Verhaal
In deze mozaïekfilm worden vijf verschillende verhalen met elkaar verweven. Zes mensen verblijven, al of niet vrijwillig in Amsterdam en hebben als enige gemeenschappelijke factor dat hun geboortegrond ver weg is. Drie meisjes zijn uit Bulgarije overgekomen voor een fotosessie die hen een baan als model zou bezorgen maar eindigen in de prostitutie. De Afrikaanse man Yaya verliest zijn baan en komt in financiële problemen. De Zweedse dirigent Stig moet op zoek naar zijn vermiste zoon Lukas. De Servische oorlogsmisdadiger Ivica runt een bordeel in de rosse buurt en wordt herkend door Seka uit Bosnië. Ze zullen alle zes uiteindelijk elkaars leven onomkeerbaar beïnvloeden.

## Rolverdeling
| Acteur               | Personage         |
| -------------------- | ----------------- |
| Raymond Thiry        | Maarten           |
| Sigrid ten Napel     | Antoinette        |
| Eva Röse             | Julia Lindh Åberg |
| Magnus Krepper       | Stig              |
| Victoria Koblenko    | Ana               |
| Jeroen Spitzenberger | Sven              |
| Isaka Sawadogo       | Yaya              |
| Reinout Bussemaker   | Jack              |
| Dragan Bakema        | Milijan           |
| Erik Adelöw          | Lukas             |
| Boris Isakovic       | Ivica             |
| Anjela Nedyalkova    | Jenya             |
| Jasna Djuricic       | Seka              |

## Productie
De film werd geselecteerd als Nederlandse inzending voor de beste niet-Engelstalige film voor de 88ste Oscaruitreiking.